# باکاری گاساما
باکاری پاپا گاساما (به انگلیسی: Bakary Papa Gassama) (زاده ۱۰ فوریه ۱۹۷۷) داور فوتبال اهل گامبیا است.
وی در سال ۲۰۰۷ وارد لیست بین‌المللی فیفا شده و در بازی‌های المپیک تابستانی ۲۰۱۲ و جام ملت‌های آفریقا ۲۰۱۲ و ۲۰۱۳ قضاوت کرده‌است. گاساما یکی از داوران جام جهانی ۲۰۱۴، ۲۰۱۸ و ۲۰۲۲ بوده‌است.